# Comatulidae
I Comatulidi (Comatulidae Fleming, 1828) sono una famiglia di echinodermi crinoidei dell'ordine Comatulida.

## Descrizione
Sono crinoidi privi di peduncolo, che si ancorano temporaneamente al substrato per mezzo di cirri mobili a forma di artiglio, articolati direttamente alla base del calice.

## Tassonomia
La famiglia comprende due sottofamiglie con i seguenti generi:
- Sottofamiglia Comatellinae Summers, Messing & Rouse, 2014
  - Alloeocomatella Messing, 1995
  - Comatella A.H. Clark, 1908
  - Davidaster Hoggett & Rowe, 1986
  - Nemaster A.H. Clark, 1909
  - Comatilia A.H. Clark, 1909
  - Comatulides A.H. Clark, 1918

- Sottofamiglia Comatulinae Fleming, 1828
  - Tribù Capillasterini A.H. Clark, 1909
    - Capillaster A.H. Clark, 1909

  - Tribù Comasterini A.H. Clark, 1908
    - Anneissia Summers, Messing & Rouse, 2014
    - Cenolia A.H. Clark, 1916
    - Clarkcomanthus Rowe, Hoggett, Birtles & Vail, 1986
    - Comanthus A.H. Clark, 1908
    - Comaster L. Agassiz, 1836

  - Tribù Comatulini Fleming, 1828
    - Comactinia A.H. Clark, 1909
    - Comatula Lamarck, 1816

  - Tribù Neocomatellini Summers, Messing & Rouse, 2014
    - Comatulella A.H. Clark, 1911
    - Neocomatella A.H. Clark, 1909

  - Tribù Phanogeniini White & Messing, 2001
    - Aphanocomaster Messing, 1995
    - Comissia Clark, 1909
    - Phanogenia Lovén, 1866

- incertae sedis
  - Palaeocomatella A.H. Clark, 1912
  - Rowemissia Messing, 2001